# Lijst van Belgische staatsbegrafenissen
De Lijst van Belgische staatsbegrafenissen is een oplijsting van de staatsbegrafenissen in België.
In principe kan men zeggen dat deze gehouden wordt bij het overlijden van de Vorst of een belangrijk lid van de Koninklijk Familie en de Ministers van Staat. Familie van de betroffen minister van staat kan beslissen dit niet te doen.
| Nr. | Datum            | Persoon                | Plaats van de begrafenis                                     | Plaats en datum van overlijden            |
| --- | ---------------- | ---------------------- | ------------------------------------------------------------ | ----------------------------------------- |
| 1   |                  | Leopold I              |                                                              | Laken, 10 december 1865                   |
| 2   |                  | Leopold II             |                                                              | Laken, 17 december 1909                   |
| 3   |                  | Albert I               |                                                              | Marche-les-Dames, 17 februari 1934        |
| 4   | 1 oktober 1983   | Leopold III van België | Te Brussel in de Kathedraal van Sint-Michiel en Sint-Goedele | Sint-Lambrechts-Woluwe, 25 september 1983 |
| 5   | 7 augustus 1993  | Boudewijn I            | Te Brussel in de Kathedraal van Sint-Michiel en Sint-Goedele | Motril, 31 juli 1993                      |
| 6   | september 1984   | Herman Vanderpoorten   | Te Lier                                                      | Lier, 3 september 1984                    |
| 7   | 9 januari 1988   | Gaston Eyskens         | Te Leuven                                                    | Leuven, 3 januari 1988                    |
| 8   | 4 september 1997 | Frans Van der Elst     | Te Neder-Over-Heembeek                                       | Neder-Over-Heembeek, 28 augustus 1997     |
| 9   | 12 juni 2002     | Gaston Geens           | Te Leuven in de Sint-Pieterskerk                             | Winksele, 5 juni 2002                     |
| 10  | 29 december 2007 | Frank Swaelen          | Te Antwerpen in de Onze-Lieve-Vrouwkathedraal                | Antwerpen, 23 december 2007               |
| 11  | 21 november 2009 | Pierre Harmel          | Te Sint-Pieters-Woluwe                                       | Brussel, 15 november 2009                 |
| 12  | 5 november 2011  | Willy De Clercq        | Te Lochristi in het crematorium Westlede                     | Gent, 28 oktober 2011                     |
| 13  | 19 oktober 2013  | Wilfried Martens       | Te Gent in de Sint-Baafskathedraal                           | Lokeren, 9 oktober 2013                   |
| 14  | 23 mei 2014      | Jean-Luc Dehaene       | Te Vilvoorde in de Onze-Lieve-Vrouw van Goede Hoop           | Quimper, 15 mei 2014                      |
| 15  | 3 januari 2015   | Leo Tindemans          | Te Edegem in de Onze-Lieve-Vrouw-van-Lourdesbasiliek         | Edegem, 26 december 2014                  |
| 16  | 3 januari 2015   | Karel Poma             | Te Antwerpen in het Olympisch Stadion                        | Wilrijk, 27 december 2014                 |
| 17  | 21 juni 2024     | Freddy Willockx        | Te Sint-Niklaas in crematorium Heimolen                      | Sint-Niklaas, 15 juni 2024                |

## Geen staatsbegrafenis
- André Cools, (1991) Cools was al in 1983 tot Minister van Staat benoemd.
- Renaat Van Elslande, (2000) Minister van staat. Familie wenste geen staatsbegrafenis.[14]
- Lilian Baels, (2002) Echtgenote van Leopold III, regering koos hier niet voor
- Hugo Schiltz, (2006) Had zelf aangegeven in zijn testament geen staatsbegrafenis te willen, wegens zijn vlaamsnationalistische overtuiging.[15]
- Irène Pétry, (2007) Overlijden pas bekendgemaakt na begrafenis[16]
- Michel Toussaint, (2007), Overlijden pas bekendgemaakt na begrafenis[17]
- Karel Van Miert, (2009) Minister van staat. Familie wenste geen staatsbegrafenis.
- Antoine Duquesne, (2010) Minister van staat.
- Gilbert Temmerman, (2012) Minister van staat. Wilde zelf geen staatsbegrafenis.[18]